# 加藤隆史
加藤 隆史（かとう たかし、1959年 - ）は、日本の化学者。工学博士。東京大学大学院工学系研究科教授。専門は液晶・高分子化学、超分子化学、機能分子化学。広島県出身。

## 略歴
- 1983年 - 東京大学工学部合成化学科卒業
- 1988年 - 東京大学大学院工学系研究科合成化学専門課程　博士課程修了、工学博士の学位を取得
- 1988年 - 米国コーネル大学化学科博士研究員
- 1989年 - 東京大学工学部合成化学科助手
- 1991年 - 東京大学生産技術研究所講師
- 1993年 - 東京大学生産技術研究所助教授
- 1996年 - 東京大学大学院工学系研究科化学生命工学専攻助教授
- 1999年 - 東京大学大学院新領域創成科学研究科助教授
- 2000年 - 東京大学大学院工学系研究科化学生命工学専攻教授
- 2012年 - 科学技術振興機構さきがけ「分子技術と新機能創出」研究総括 （兼任）
- 2016年-2018年 - 日本液晶学会会長[1]
- 2018年-2020年 - 高分子学会会長

- 2010年-2014年 - 文部科学省科学研究費補助金　新学術領域研究「融合マテリアル-分子制御による材料創成と機能開拓」領域代表
- 2019年-2023年 - 文部科学省科学研究費補助金　新学術領域研究「水圏機能材料-環境に調和・応答するマテリアル構築学の創成」領域代表

## 研究分野
液晶・機能性高分子などのソフトマテリアルの研究に永年たずさわり、超分子材料の先駆けとなった超分子液晶の創製にはじまり、イオン伝導を行う機能性ナノ構造液晶の開発、電場や機械的刺激に応じて発光色などの性質を変える液晶の開発、液晶ゲルの発明、機能性自己組織化膜の開発、真珠や骨などをつくるバイオミネラリゼーションの仕組みにならう有機／無機ハイブリッド材料の構築など、多くの先駆的な業績を挙げてきた。従来の高分子や有機材料と異なる独自の分子設計、すなわち非共有結合の活用・自己組織化プロセスの制御などの先駆的な手法を駆使して、精密なナノ構造を有する刺激・環境に柔軟に対応する動的構造変化を有する機能性材料の創製を行ってきている。これらのアプローチは、新しい機能材料化学や高分子化学の潮流を生み出してきている。

## 受賞など
- 1993年 - 日本化学会進歩賞
- 1993年 - 繊維学会櫻田武記念賞
- 2000年 - 日本液晶学会論文賞
- 2001年 - Wiley（ワイリー）高分子科学賞2001年化学賞
- 2003年 - 日本IBM科学賞
- 2005年 - 日本学術振興会賞
- 2008年 - 日本液晶学会業績賞
- 2009年 - 中国科学院化学研究所 Molecular Science Forum Lecture Professorship
- 2010年 - 高分子学会賞
- 2010年 - トムソンロイター Fast Breaking Paper
- 2012年 - 日本液晶学会 論文賞
- 2014年 - 英国王立化学会フェロー（FRSC）
- 2016年 - 日本化学会賞
- 2021年 - 紫綬褒章[2][3]